# Merry-la-Vallée
Merry-la-Vallée es una localidad y comuna francesa situada en la región de Borgoña, departamento de Yonne, en el distrito de Auxerre y cantón de Aillant-sur-Tholon.

## Demografía
| 879 | 913 | 815 | 922 | 1 078 | 1 081 | 1 086 | 1 103 | 1 023 | 1 000 | 958 | 950 | 949 | 933 | 918 | 862 | 832 | 768 | 709 | 665 | 593 | 555 | 506 | 462 | 444 | 402 | 354 | 335 | 325 | 344 | 362 | 416 |
| Para los censos de 1962 a 1999 la población legal corresponde a la población sin duplicidades (Fuente: INSEE [Consultar]) |     |     |     |       |       |       |       |       |       |     |     |     |     |     |     |     |     |     |     |     |     |     |     |     |     |     |     |     |     |     |     |